# Meioneta prima
Meioneta prima là một loài nhện trong họ Linyphiidae.
Loài này thuộc chi Meioneta. Meioneta prima được Alfred Frank Millidge miêu tả năm 1991.